# Serge Dubreucq
Pour les articles homonymes, voir Dubreucq.
Serge Dubreucq est un footballeur français né le 1er novembre 1948 à Lille et mort le 6 août 2004 à Haubourdin (Nord).

## Biographie
Ce nordiste a évolué comme défenseur central au LOSC. 
Il est le fils de l'ancien international français Albert Dubreucq et un grand ami de Rolland Courbis qu'il a connu à l'époque où il évoluait à Ajaccio.

## Palmarès
- Premier du Championnat de France National (D2), groupe Nord avec le Lille OSC

## Statistiques
- 71 matchs et 3 buts en Division 1
- 139 matchs et 16 buts en Division 2